# موانا ۲
موانا ۲ (انگلیسی: Moana 2) یک فیلم پویانمایی آمریکایی محصول ۲۰۲۴ در ژانر ماجراجویی موزیکال است که به‌دست استودیو انیمیشن والت دیزنی تولید و به‌وسیلهٔ والت دیزنی پیکچرز منتشر شد. این فیلم دومین قسمت از مجموعهٔ موانا و دنباله‌ای بر موانا (۲۰۱۶) به‌شمار می‌رود. این فیلم توسط دیوید جی. دریک جونیور، جیسون هند و دانا لدوکس میلر کارگردانی شده است و جرد بوش و میلر فیلم‌نامه‌نویسان آن بودند. همچنین آلیئی کراوالیو و دوئین جانسون به‌ترتیب در نقش‌های موانا و مائووی صداپیشگی کردند.
داستان این فیلم از این قرار است که موانا پس از دریافت تماس غیرمنتظره‌ای از نیاکان راه‌یاب خود، به دریاهای دور از اقیانوسیه و آب‌های خطرناکِ گمشده سفر می‌کند تا ماجراجویی متفاوت از گذشته را انجام دهند.
ساخت دنبالهٔ موانا نخست در سال ۲۰۲۰ به‌عنوان مجموعه‌ای تلویزیونی برای دیزنی پلاس آغاز شد، تا اینکه در فوریهٔ ۲۰۲۴ به دنبالهٔ سینمایی تبدیل شد. در ابتدا تأیید شد که اوسنات شورر به‌عنوان تهیه‌کننده، در کنار دریک به‌عنوان کارگردان و نویسنده باز خواهد گشت. اما پس از آن تهیه‌گنندگان و کارگردانان فعلی به عنوان عوامل فیلم اعلام شدند. مارک مانسینا و اوپتایا فوآی، آهنگسازان و ترانه‌سراهای فیلم نخست، برای آهنگسازی و نوشتن ترانه‌های این فیلم بازگشتند، در حالی که ابیگیل بارلو و امیلی بییر جایگزین لین-منوئل میرندا به عنوان ترانه‌سرا شدند.
موانا ۲ نخستین بار در ۲۱ نوامبر ۲۰۲۴ در مؤسسه فرهنگی Lanikuhonua در کاپولی، هاوایی به نمایش درآمد و توسط استودیو سینمایی والت دیزنی در ایالات متحده در تاریخ ۲۷ نوامبر اکران شد. این فیلم با نقدهای متفاوتی از سوی منتقدان مواجه شد و به فروش بیش از ۱٫۰۳۷ میلیارد دلاری در سرتاسر جهان رسید و بهسومین فیلم پرفروش سال ۲۰۲۴ و دومین انیمیشن پرفروش سال ۲۰۲۴ تبدیل شد. این فیلم در هشتاد و دومین مراسم گلدن گلوب نامزد جایزه بهترین فیلم بلند پویانمایی شد.

## داستان
سه سال پس از ماجراجویی‌اش با نیمه‌خدای مائوئی و الههٔ جزیره، تفیتی، «موانا» روزهایش را به جست‌وجوی جزایر دیگر اطراف زادگاهش، موتونویی، می‌گذراند تا شاید مردمانی را بیابد که هنوز با اقیانوس پیوند دارند.
در رؤیایی، نیاکانش «تائوتای واسا» بر او ظاهر می‌شود و دلیل این که چرا دیگر کسی با اقیانوس پیوند ندارد را آشکار می‌سازد: خدای طوفان بدخواه «نالو» برای دستیابی به قدرت بر انسان‌ها، جزیرهٔ افسانه‌ای «موتوفتو» را—که همهٔ جزایر را به هم پیوند می‌داد—به اعماق اقیانوس فرو برده است. تائوتای همچنین هشدار می‌دهد که مردم موتونویی اگر موانا راهی برای بالا آوردن موتوفتو نیابد، در آینده از بین خواهند رفت. موانا گروهی را از اهالی موتونویی گرد هم می‌آورد: صنعتگر «لوتو»، تاریخ‌نگار «مونی»، و کشاورز پیر و بدخلق «کله»، به‌همراه خوک و خروس خانگی‌اش «پوا» و «هی‌هی»، و به دنبال رد شهابی در آسمان، راهی اقیانوس برای یافتن موتوفتو می‌شوند.
در همین حال، مائوئی نیز که در گذشته با نالو درگیر شده بود، خود به‌دنبال موتوفتو می‌گردد اما توسط عامل نالو، «ماتانگی»، به اسارت در می‌آید. او تمایلی به تماس با موانا ندارد، چون می‌ترسد موانا در صورت کمک، جانش را از دست بدهد. موانا و گروهش توسط «کاکامورا»ها—قبیله‌ای وحشی از دزدان دریایی شبیه نارگیل که پیش‌تر با آن‌ها روبه‌رو شده بودند—اسیر می‌شوند. آن‌ها می‌گویند نالو با نابودی موتوفتو، آن‌ها را از سرزمین‌شان جدا کرده است. یکی از اعضای کاکامورا به نام «کوتو» به گروه کمک می‌کند تا صدف غول‌پیکری را که پناهگاه ماتانگی است، بی‌حرکت کنند. گروه، مائوئی را پیدا می‌کند و موانا با ماتانگی دیدار می‌کند و درمی‌یابد که او نیز از خدمت به نالو ناراضی است. ماتانگی به موانا کمک می‌کند تا فرار کند، دوباره به دوستانش بپیوندد و به‌سوی محل نالو بروند.
مائوئی هشدار می‌دهد که قلمرو نالو از دنیای فانی خطرناک‌تر است و رویارویی با او برای انسان‌ها به معنای مرگ حتمی است. هیولاهای نالو به گروه حمله کرده و قایق آن‌ها را تخریب می‌کنند و آن‌ها را به جزیره‌ای دورافتاده می‌اندازند. موانا امیدش را از دست می‌دهد، اما مائوئی او را دلگرم می‌کند تا ادامه دهد. آن‌ها تصمیم می‌گیرند مائوئی جزیره را بالا بیاورد تا موانا بتواند آن را لمس کند—که تنها راه بازگرداندن موتوفتو و شکست نالو است. خدمه قایق را تعمیر می‌کنند، اما هنگام حرکت به‌سوی نالو، با طوفانی عظیم روبه‌رو می‌شوند.
موانا که درمی‌یابد نالو می‌کوشد جلوی شکسته شدن نفرین را بگیرد، از مائوئی می‌خواهد جزیره را آن‌قدر بالا بیاورد تا بتواند آن را لمس کند. هنگامی که مائوئی با قلاب غول‌پیکرش شروع به بالا کشیدن جزیره می‌کند، نالو با صاعقه قدرت‌های نیمه‌خدایی او را می‌گیرد. در لحظه‌ای ناامیدکننده، موانا به درون اقیانوس شیرجه می‌زند و زیر آب، جزیره را لمس می‌کند. همان لحظه، صاعقهٔ نالو او را می‌کشد. مائوئی پیکر بی‌جان او را بالا می‌کشد و با وردی جادویی، ارواح تائوتای واسا و نیاکان موانا—از جمله مادربزرگش «تالا»—را فرا می‌خواند. آن‌ها جان دوباره‌ای به موانا می‌بخشند و او به یک نیمه‌خدا بدل می‌شود و خال‌کوبی راه‌یابی دریافت می‌کند. مائوئی نیز قدرت‌هایش را بازمی‌یابد، موتوفتو را بالا می‌کشد و به موانا در پیوند دوباره مردم با اقیانوس کمک می‌کند.
گروه به‌همراه کاروانی دریایی از مردمان جزایر به موتونویی بازمی‌گردند و جشنی در افتخار موانا برگزار می‌شود. در صحنهٔ میانی تیتراژ، نالو نقشهٔ انتقام می‌کشد و می‌خواهد ماتانگی را به‌خاطر کمک به موانا مجازات کند، که ناگهان خرچنگ غول‌پیکر «تامائوتوا» ظاهر شده و به او می‌پیوندد.

## بازیگران
- آلیئی کراوالیو در نقش موانا[۱۰]
- دوئین جانسون در نقش مائووی[۱۱]
- هوالای چونگ
- رز متافئو
- دیوید فین
- آویمای فریئر
- خالسی لامبرت-تسودا
- تمورا موریسون
- نیکول شرزینگر
- ریچل هاوس
- جرالد رمزی
- آلن تودیک[۱۲]

## تولید

### توسعه
در ۱۰ دسامبر ۲۰۲۰، طی جلسه روز سرمایه‌گذاری دیزنی، جنیفر لی، مدیر فناوری استودیو انیمیشن والت دیزنی اعلام کرد که یک مجموعه موزیکال با عنوان موانا، بر پایهٔ فیلمی به همین نام محصول سال ۲۰۱۶، در استودیو برای دیزنی پلاس در حال توسعه است. در ۴ آگوست ۲۰۲۱، گزارش شد که اسنات شورر به عنوان تهیه‌کننده از فیلم سال ۲۰۱۶ بازخواهد گشت. در ۲۱ ژانویه ۲۰۲۲، دیوید دریک جونیور (هنرمند داستان موانا) به عنوان کارگردان این مجموعه معرفی شد و بدین ترتیب، او به نخستین کارگردان ساموآیی تبدیل شد که پروژه انیمیشن استودیو والت دیزنی را بر عهده دارد. به گفته جرد بوش (نویسنده فیلم و فیلمنامه‌نویس پویانمایی سال ۲۰۱۶) این مجموعه هم‌زمان با بازسازی لایو-اکشنی موانا ساخته می‌شد.
در فوریه ۲۰۲۴، باب ایگر، مدیر عامل دیزنی اعلام کرد که این مجموعه به فیلمی دنباله‌ای در سینما تبدیل شده است و دریک و شورر همچنان در پروژه دخیل هستند. اندکی پس از آن، آلیئی کراوالیو و دوئین جانسون به ترتیب برای بازی در نقش‌های موانا و مائووی تأیید شدند.

### انیمیشن
انیمیشن این مجموعه قرار بود در استودیوی ونکوور استودیو انیمیشن والت دیزنی انجام شود، در حالی که پیش تولید و داستان‌سرایی در استودیوی بربنک انجام می‌شد. قرار بود این نخستین پروژه‌ای باشد که در استودیو ونکوور ساخته می‌شود.

### موسیقی
مارک مانسینا و اوپتایا فوآی، آهنگسازان فیلم نخست، قرار است برای آهنگسازی این فیلم بازگردند و ابیگیل بارلو و امیلی بییر ترانه‌ها را می‌نویسند و جایگزین لین-منوئل میرندا از فیلم نخست می‌شوند.

## انتشار
موانا ۲ در ۲۷ نوامبر ۲۰۲۴ در سینماهای ایالات متحده اکران شد.

## بازخورد

### گیشه
موانا ۲ در ایالات متحده و کانادا ۴۵۳٫۹ میلیون دلار و در مناطق دیگر ۵۸۳٫۳ میلیون دلار فروش داشته است که مجموعاً ۱٫۰۳۷ میلیارد دلار در سراسر جهان است.

### واکنش انتقادی
در وبگاه جمع‌آوری نقد راتن تومیتوز، ٪۶۱ از ۲۲۸ بررسی منتقدان مثبت است و میانگینِ امتیاز آن ۶٫۲/۱۰ است. این فیلم در متاکریتیک که از میانگین وزنی استفاده می‌کند، بر اساس نظر ۵۰ منتقدین امتیاز ۵۸ از ۱۰۰ را کسب کرده که نشان‌گر «نقدهای مختلط یا متوسط» است.